# Flugunfall einer Boeing 707 der China Airlines 1979
Der Flugunfall einer Boeing 707 der China Airlines 1979 ereignete sich am 11. September 1979. An diesem Tag stürzte eine Maschine des Typs Boeing 707-324C, mit der ein Trainingsflug mit Start und Ziel auf dem Flughafen Taipeh-Chiang Kai Shek durchgeführt wurde, in die Formosastraße. Bei dem Unfall kamen alle sechs Insassen der Maschine ums Leben.

## Maschine und Insassen
Das betroffene Flugzeug war eine im Jahr 1965 auf dem Boeing Field, Washington gebaute Boeing 707-324C mit der Werknummer 18887 und der Modellseriennummer 431. Die Maschine wurde mit dem Luftfahrzeugkennzeichen N17324 auf den Hersteller zugelassen, der am 18. Juni 1965 den Erstflug mit der Maschine durchführte. Am 21. Juni 1965 wurde die Maschine dann an Continental Air Lines ausgeliefert. Im Oktober 1973 übernahm China Airlines die Maschine und ließ sie mit dem Kennzeichen B-1834 wieder zu. Das vierstrahlige Langstreckenflugzeug war mit vier Mantelstromtriebwerken des Typs Pratt & Whitney JT3D-3B ausgestattet.
Da mit der Maschine an diesem Tag ein Trainingsflug durchgeführt wurde, befand sich lediglich eine sechsköpfige Besatzung an Bord.

## Unfallhergang
Mit der Maschine wurden an diesem Tag mehrere Touch-and-Go-Manöver und Starts bei simuliertem Triebwerksausfall trainiert. Das letzte Manöver dieser Art erfolgte um 23:17 Uhr. Zwei Minuten nachdem die Maschine zum dritten Mal abgehoben war, verloren die Piloten die Kontrolle. Die Boeing stürzte wenige hundert Meter vor dem Fischereihafen von Zhuwei in die Formosastraße ins Meer, wobei alle sechs Insassen getötet wurden.

## Ursache
Da der Flugdatenschreiber nicht geborgen werden konnte, war es nicht möglich, den Unfall zweifelsfrei aufzuklären. Aus den vorliegenden Erkenntnissen schlossen die Ermittler, dass der verantwortliche Pilot in der Dunkelheit einen Höhenverlust nicht bemerkt hatte, sodass er nicht versucht hatte, die Maschine abzufangen, bevor es zum Aufprall auf der Wasseroberfläche kam.